# Tony Neary
 Anthony (Tony) Neary, né le 25 novembre 1948 à Manchester, est un joueur de rugby à XV, d'un mètre 85 et de 91 kg en 1974, sélectionné en  équipe d'Angleterre au poste de troisième ligne.

## Carrière
Il dispute son premier test match le 15 janvier 1971, contre le pays de Galles, et son dernier contre l'Écosse, le 15 mars 1980. Entre mars 1975 et mars 1976, il est sept fois capitaine de l'équipe d'Angleterre. Neary est appelé avec les Lions britanniques en 1977.

## Palmarès
- Covainqueur du Tournoi en 1973
- Grand Chelem en rugby de l'Angleterre en 1980.

## Statistiques en équipe nationale
- 43 sélections (+ 4 non officielles) avec l'équipe d'Angleterre
- Sélections par année : 6 en 1971, 5 en 1972, 7 en 1973, 4 en 1974, 5 en 1975, 5 en 1976, 1 en 1977, 1 en 1978, 5 en 1979, 4 en 1980
- Dix Tournois des Cinq Nations disputés : 1971, 1972, 1973, 1974, 1975, 1976, 1977, 1978, 1979, 1980.